# Eduardo Torroja Miret
Eduardo Torroja Miret (* 27. August 1899 in Madrid; † 15. Juni 1961 ebenda) war ein spanischer Bauingenieur.

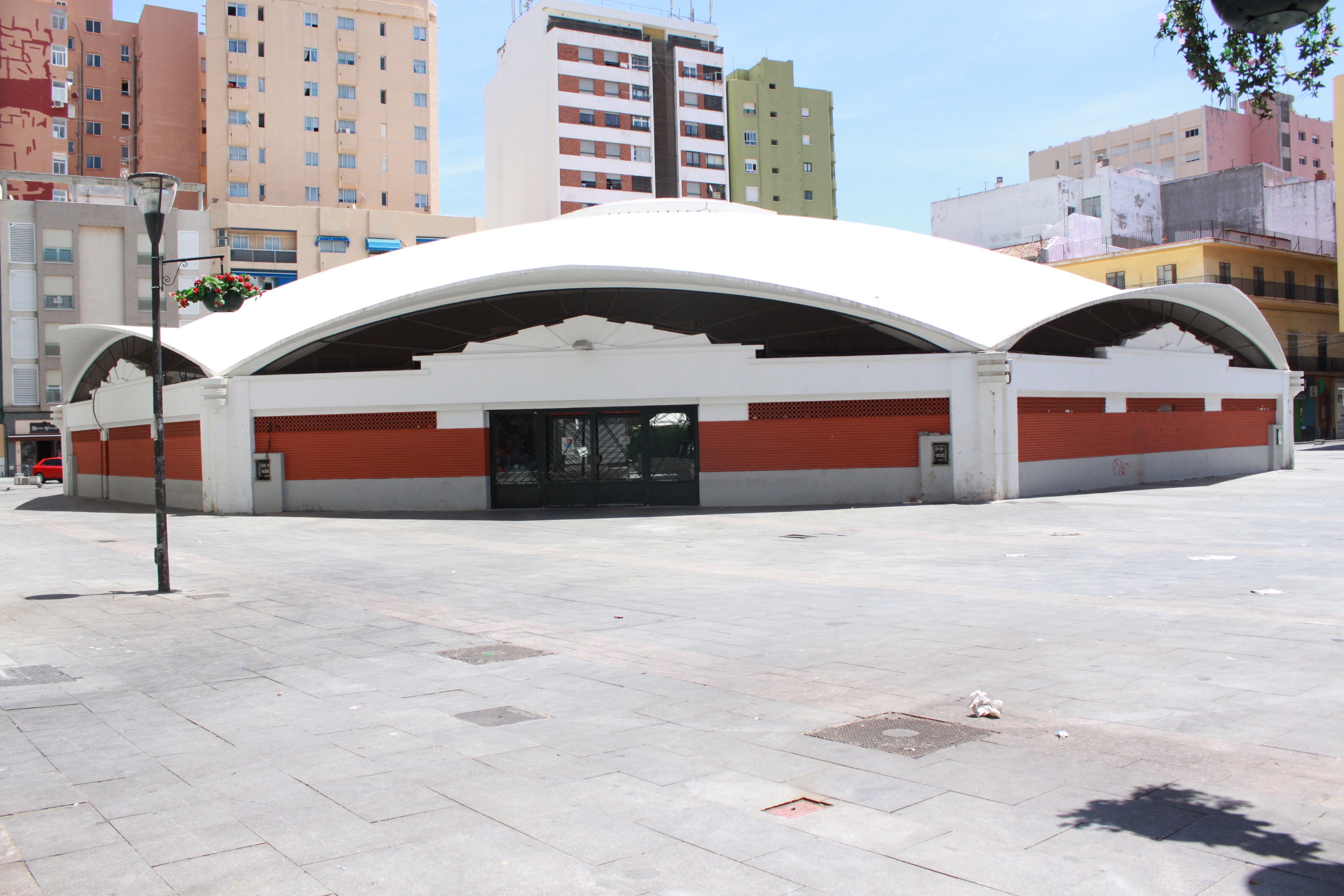
Markthalle in Algeciras

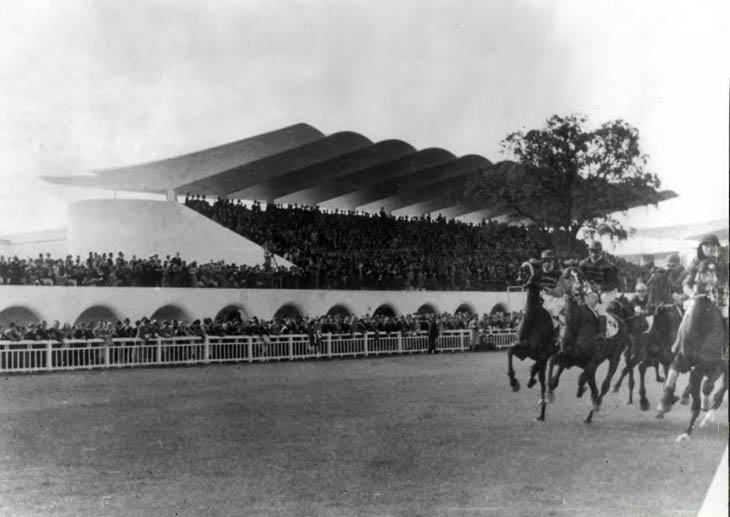
Pferderennbahn Zarzuela in Madrid (historische Aufnahme)

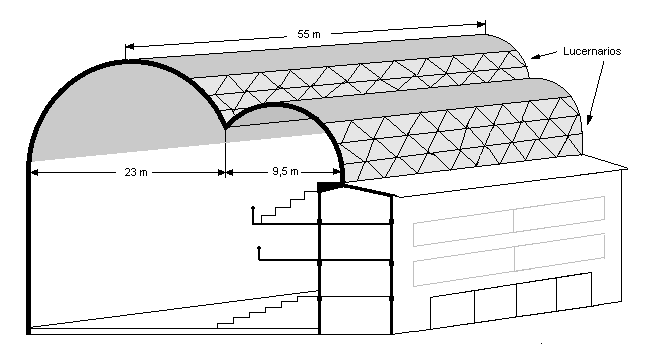
Frontón Recoletos in Madrid

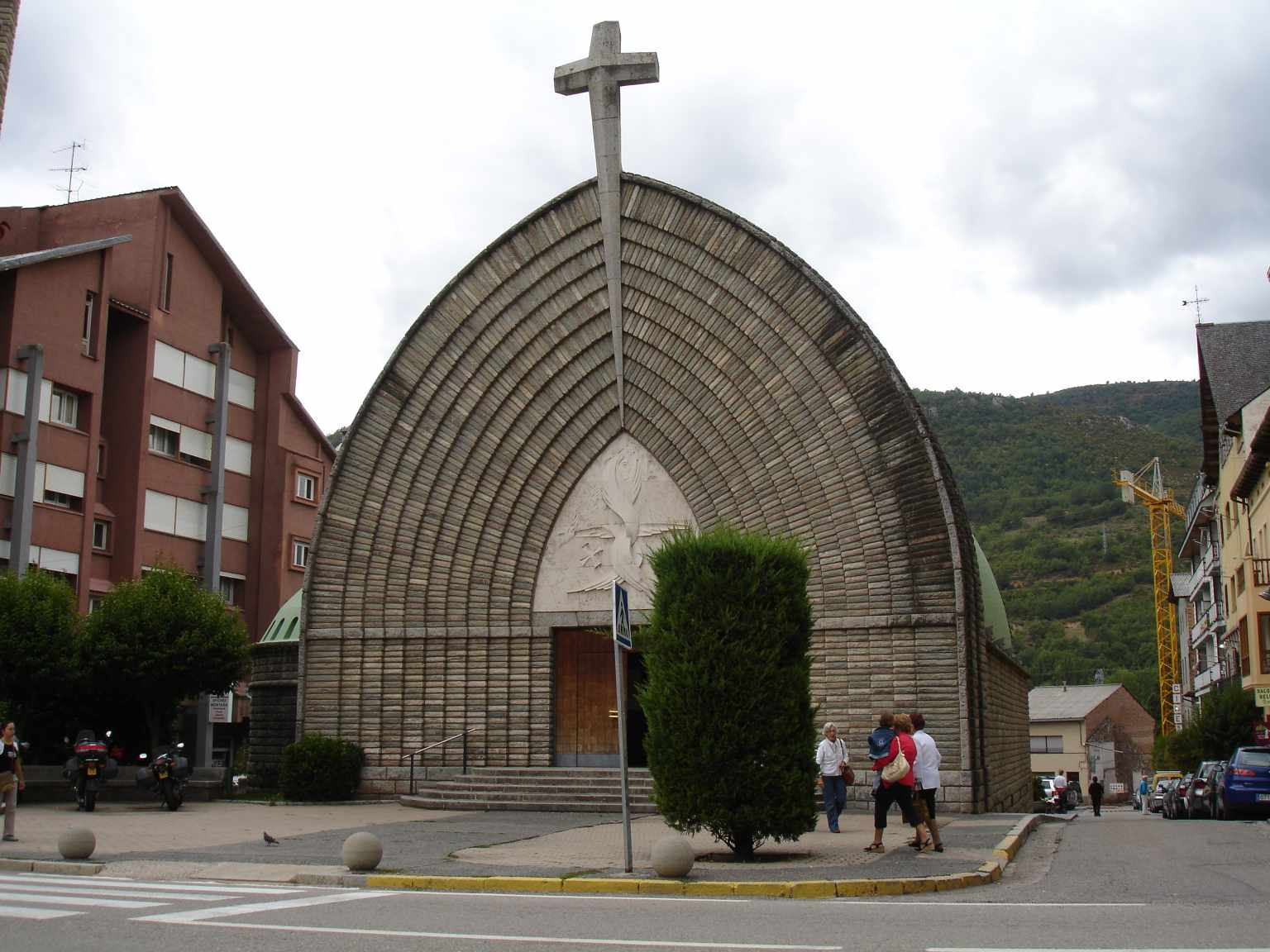
Kirche Assumpció de Maria in El Pont de Suert (Alta Ribagorça)

## Leben und Wirken
Eduardo Torroja schloss 1923 sein Studium des Bauingenieurwesens mit Diplom ab. 1939 wurde er als Professor an die Escuela de Caminos in Madrid berufen und zum Direktor des Instituto Técnico de la Construcción y del Cemento ernannt. 1959 gründete er die International Association for Shell and Spatial Structures (IASS).
Er war wegweisend an der Entwicklung des Betonschalenbaus beteiligt. Zu seinen bekanntesten Bauwerken gehören die Tribünen der Pferderennbahn Hipódromo de la Zarzuela in Madrid von 1941 mit horizontaler Kragarmkonstruktion der Dächer aus segmentförmig gekurvten Stahlbetonschalen.
Sein Sohn José Antonio Torroja Cavanillas (* 28. März 1933 in Madrid; † 14. Juli 2021 ebenda) war ebenfalls erfolgreich im Bauingenieurwesen tätig. Dessen Tochter, Eduardo Torrojas Enkelin Ana Torroja, ging beruflich jedoch völlig andere Wege und konnte als Sängerin der spanischen Popgruppe Mecano internationale Bekanntheit erlangen.

## Auszeichnungen
Im Jahr 1954 wurde Torroja wegen seiner „Förderung der Wirtschaft durch technische Innovation“ mit der Wilhelm-Exner-Medaille ausgezeichnet.

### Marquesado de Torroja
Für sein Lebenswerk verlieh ihm Francisco Franco posthum am 1. Oktober 1961 per Dekret den Adelstitel eines Markgrafen (Marqués) der Markgrafschaft von Torroja (Marquesado de Torroja). Sein Sohn José Antonio wurde 1966 der 2. Marqués de Torroja. 
Obwohl die in den Jahrzehnten der Franco-Diktatur an die Günstlinge und Profiteure des Systems großzügig vergebenen Titel im demokratischen Spanien als politisch vorbelastet galten, wurde der Auszeichnung Eduardo Torroja Mirets zugestanden, dass diese nicht vorrangig auf einer besonderen Nähe des Titelträgers zum damaligen Regime, sondern auf seinem erst posthum als bedeutsam anerkannten Lebenswerk beruhe. Trotz der seitens der ARMH geäußerten Kritik, die Weitergabe der durch Franco verliehenen Adelsprädikate sei eine „Verhöhnung der Opfer der Diktatur“, wurde im Januar 2022 Eduardo Torrojas Enkelin Ana Torroja vom spanischen Justizministerium als 3. Marquesa de Torroja bestätigt.

## Werke (Auswahl)
- 1926: Tempul-Viadukt in Jerez de la Frontera
- 1933: Aire-Viadukt in Madrid
- 1933: Quince Ojos-Viadukt in Madrid
- 1934: Markthalle in Algeciras (mit Manuel Sánchez Arcas, 1897–1970, später in Russland, Polen, gestorben in Berlin-Ost)
- 1934: Hospital Clinico in Madrid (mit Manuel Sánchez Arcas)
- 1935: Pelota-Stadium Frontón Recoletos in Madrid (im Spanischen Bürgerkrieg zerstört)
- 1936: Wasserspeicher für Madrid
- 1939: Viadukt über den Rio Salado in Alloz
- 1939: Brücke in Tordera
- 1939: Muga-Brücke zwischen Roses und Figueres
- 1940: Pedrido-Brücke in La Coruña
- 1941: Dach der Pferderennbahn Hipódromo de la Zarzuela in Madrid (mit Carlos Arniches und Martín Dominguez)
- 1942: Viaducto Martín Gil über die Esla in der Provinz Zamora
- 1943: Tribüne des Las Corts Stadium in Barcelona
- 1943: Estadio Nacional Universidad Complutense in Madrid
- 1948–1951: Hauptgebäude, Pergola, Cafeteria, Experimentierhalle und Kohlenlager des Instituto Técnico de la Construcción Eduardo Torroja in Madrid (mit Manuel Barbero und Gonzalo Echegaray)
- 1949: Cuatros Vientos-Flugzeughangar in Madrid
- 1949: Überdachung des Frontón von Añorga in Rezola (mit Juan Batanero)
- 1952: Auferstehungskapelle in Zerrallo (mit J. R. Mijares)
- 1952: Kirche in El Pont de Suert (mit J. R. Mijares)
- 1953: Heilig-Geist-Kapelle im Pirineu de Lleida (1986 abgerissen)
- 1956: Canelles-Talsperre in der Provinz Lleida
- 1957: Wasserturm von Fedala in Mohamedia, Marokko
- 1959: Mensa der Universidad Laboral in Tarragona (mit Florencio del Poso)
- 1961: Kirche in Gandia (mit Gonzalo Echegaray und Jaime Nadal)
- 1961: Brücke in Amzez, Marokko
- 1961: Brücke in Dar Drius, Marokko
- 1961: Brücke in Sebou in Marokko